# Yougoslavie au Concours Eurovision de la chanson 1970
La Yougoslavie a participé au Concours Eurovision de la chanson 1970 le 21 mars à Amsterdam, aux Pays-Bas. C'est la 10e participation yougoslave au Concours Eurovision de la chanson.
Le pays est représenté par la chanteuse Eva Sršen et la chanson Pridi, dala ti bom cvet, sélectionnées par Jugoslovenska radiotelevizija au moyen d'une finale nationale.

## Sélection

### Pjesma Eurovizije 1970
Le radiodiffuseur yougoslave slovène, Radiotelevizija Ljubljana, organise la finale nationale Pjesma Eurovizije 1970 (« La chanson de l'Eurovision 1970 ») pour la Jugoslovenska Radio-Televizija (JRT, « Radio-télévision yougoslave ») afin de sélectionner l'artiste et la chanson représentant la Yougoslavie au Concours Eurovision de la chanson 1970.

#### Finale
Lors de cette sélection, c'est la chanson Pridi, dala ti bom cvet interprétée par Eva Sršen qui fut choisie avec Mojmir Sepe comme chef d'orchestre.

## À l'Eurovision
Chaque pays a un jury de dix personnes. Chaque juré attribue un point à sa chanson préférée.

### Points attribués par la Yougoslavie
| 4 points | Royaume-Uni |
| 3 points | Pays-Bas    |
| 2 points | France      |
| 1 point  | Italie      |

### Points attribués à la Yougoslavie
| 10 points | 9 points      | 8 points | 7 points | 6 points |
| --------- | ------------- | -------- | -------- | -------- |
|           |               |          |          |          |
| 5 points  | 4 points      | 3 points | 2 points | 1 point  |
|           | - Royaume-Uni |          |          |          |

Eva Sršen interprète Pridi, dala ti bom cvet en 4e position lors de la soirée du concours, suivant l'Italie et précédant la Belgique.
Au terme du vote final, la Yougoslavie termine 11e sur 12 pays, ayant obtenu 4 points au total,.